# SA-3 (Аполлон)
«SA-3» (Сатурн-Аполлон—3) — третий старт ракеты-носителя Сатурн-1, проводившийся в рамках программы Аполлон, и второй запуск по программе «Большая вода - 2».

## Предыстория

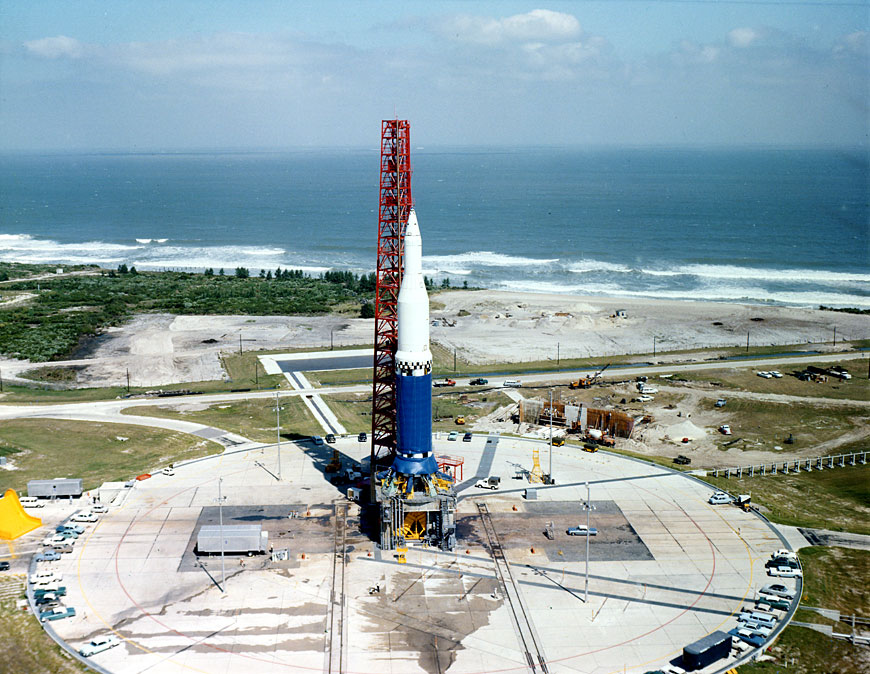
SA-3 на стартовом столе

Компоненты ракеты-носителя Сатурн-1 были доставлены на мыс Канаверал баржой 19 сентября 1962 года, но установка первой ступени ракеты-носителя на стартовый стол была отсрочена до 21 сентября из-за тропической депрессии, прошедшей над Флоридой. Габаритно-весовые макеты второй и третьей ступеней (S-IV и S-V) и полезный груз были смонтированы на ракете-носителе 24 сентября. 31 октября был залит водяной балласт в макеты второй и третьей ступеней, а  14 ноября — горючее RP-1 в первую ступень.
Перед запуском директор Базы ВВС США на мысе Канаверал Курт Дебус попросил директора Центра космических полетов имени Маршалла Вернера фон Брауна, курировавшего проект Сатурн, чтобы из-за напряжённой международной ситуации (продолжался Карибский кризис), никого, кроме специалистов NASA, на стартовой площадке не было.

## Старт

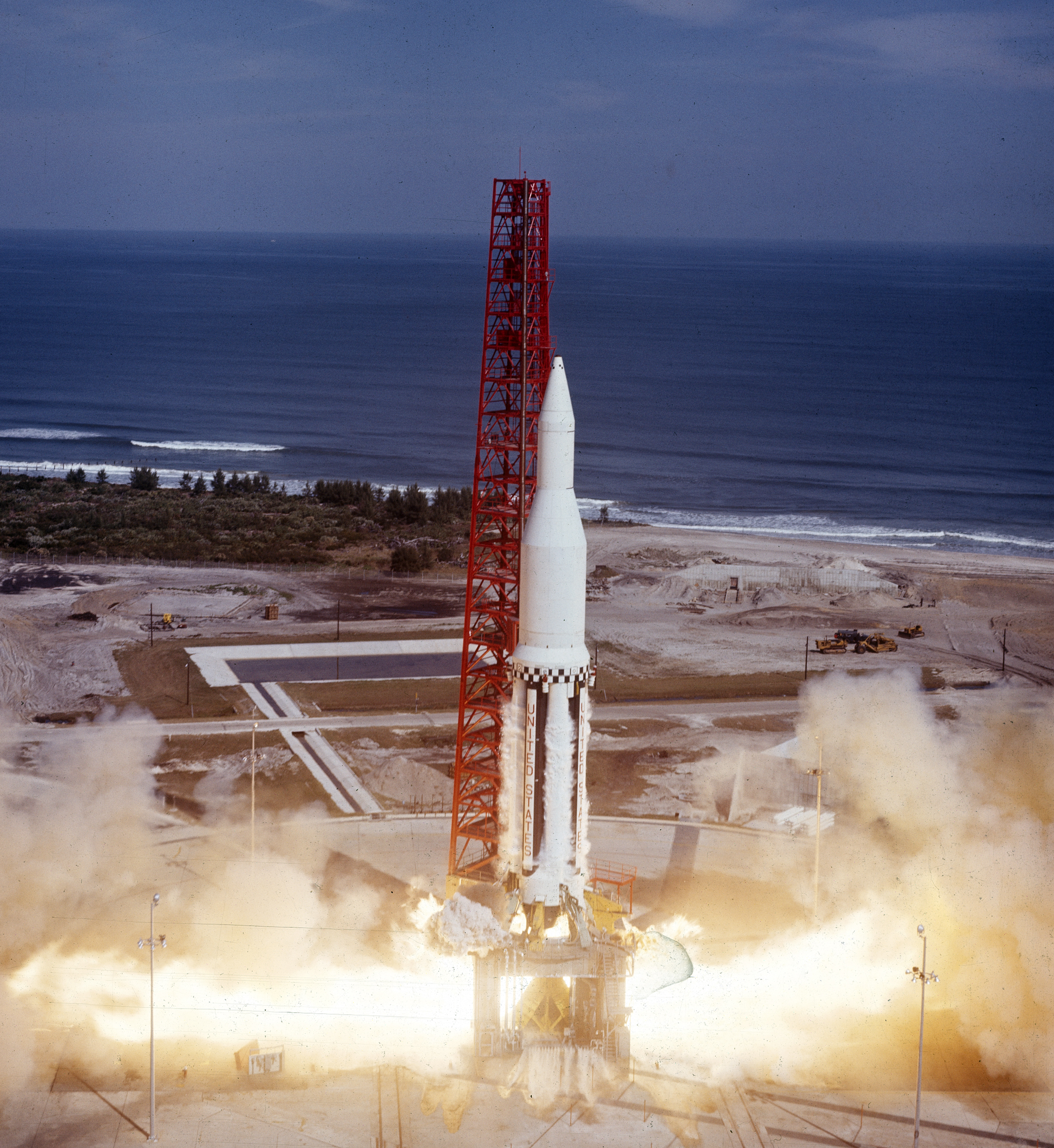
Старт SA-3

Полёт Сатурн-Аполлон-3 начался в 17:45:02 16 ноября 1962 г., с задержкой на 45 минут из-за перебоя в электропитании  вспомогательного оборудования. Впервые ракета Сатурн-1 была запущена с предельной заправкой — около 340 000 кг топлива.
Четыре из восьми двигателей H-1 первой ступени  были отключены через 2 минуты 21,66 секунды после старта на высоте 61,46 км, а четыре оставшихся — ещё через 2 минуты 29,09 секунды на высоте 71,11 км. Двигатели проработали немного дольше, чем было  запланировано, разогнав ракету до максимальной скорости 6 511 км/ч. Ракета по инерции продолжала подниматься  и через 4 минуты 52 секунды находилась на высоте 167,22 км и на расстоянии 211,41 км от места старта. В высшей точке траектории были подорваны макеты двух верхних ступеней. Первая ступень  продолжила полет по баллистической траектории до падения в Атлантический океан в 430 км от стартовой площадки.

## Результаты
Главные задачи полёта SA-3 были почти такими же, как и в предыдущих двух пусках Сатурн-1 — прежде всего испытание первой ступени ракеты-носителя (S-I) и её двигателей (H-1). Согласно отчёту NASA, результаты третьего полета были наиболее интересными по четырём направлениям: работа двигателей ракеты-носителя, работа вспомогательного оборудования, аэродинамика ракеты и проект «Хайуотер-2».
Было проверено стартовое оборудование, включая передвижные системы, системы автоматического управления, стартовую платформу и башни техобслуживания. В полете испытывались двигательная установка, конструкция и система управления ракеты-носителя. Показания датчиков подтвердили аэродинамические расчёты. Двигатели работали стабильно и развили тягу, достаточную для подъёма полезной нагрузки с нужной скоростью и по заданной траектории. Также были получены данные о механических напряжениях в конструкции и уровнях вибраций на всех этапах полета. Система управления передавала точную информацию о скорости и пространственном положении ракеты.
Четвёртой целью был проект «Хайуотер-2» — эксперимент, ранее проводившийся на SA-2. Вторая и третья ступени были взорваны для выпуска водяного балласта, что позволило учёным исследовать природу ионосферы Земли, образование облаков и поведение льда в космосе.